# Grabowo (powiat stargardzki)
Grabowo (niem. Buchholz) – wieś w Polsce, położona w województwie zachodniopomorskim, w powiecie stargardzkim, w gminie Stargard.
| SIMC    | Nazwa                 | Rodzaj     |
| ------- | --------------------- | ---------- |
| 0783344 | Kolonia Dolna-Grabowo | kolonia    |
| 0783350 | Piaszcze              | przysiółek |
| 0783367 | Piaśnik               | kolonia    |

W latach 1975–1998 wieś należała administracyjnie do województwa szczecińskiego.
Grabowo znajduje się 5 km na północny wschód od Stargardu, przy drodze wojewódzkiej nr 106 Maszewo - Stargard - Pyrzyce, w pobliżu jeziora Piaszno.
Liczba mieszkańców wynosi 329 osób.
Wieś w kształcie ulicówki. W średniowieczu Grabowo było majątkiem ziemskim.
We wsi znajduje się kościół wraz z dzwonnicą z XIX wieku pw. św. Anny. W październiku 2009 na terenie tutejszego cmentarza odnaleziono nagrobki sprzed 1945. W 2012 r. otworzono lapidarium, upamiętniające dawnych mieszkańców Grabowa.